# Allan Kaval
Allan Kaval est un journaliste français né en 1989, spécialiste du Moyen-Orient.
Il a reçu en 2020 le Prix Bayeux Calvados-Normandie des correspondants de guerre et le Prix Albert-Londres pour ses reportages en Syrie.

## Biographie
Le 1er octobre 2020, Allan Kaval est grièvement blessé avec le photographe Rafael Yaghobzadeh, au cours d’un bombardement azéri près de Martouni dans le Haut-Karabakh, alors qu’ils couvrent la guerre entre l’Arménie et l’Azerbaïdjan pour le quotidien français Le Monde .

### Prix Albert-Londres
Le 6 décembre 2020, il remporte le prix Albert-Londres pour des articles sur la Syrie publiés par Le Monde en octobre 2019. Son reportage sur la mort lente des prisonniers djihadistes aux mains des forces kurdes réalisé en compagnie de la photographe Laurence Geai lui a en outre permis de décrocher le prix Bayeux et le prix Jean Marin.

## Récompenses
- 2020 : Prix Albert-Londres de la presse écrite pour son travail au cœur de l’« enfer syrien »[3].
- 2020 : Prix Bayeux Calvados-Normandie des correspondants de guerre[3] pour « Dans le nord-est de la Syrie, la mort lente des prisonniers djihadistes » publié par Le Monde[4].
- 2020 : Prix Ouest-France-Jean Marin pour « Dans le nord-est de la Syrie, la mort lente des prisonniers djihadistes »  publié dans Le Monde[4].

## Publication
S’élever au milieu des ruines, danser entre les balles. Maryam Ashrafi, textes d'Allan Kaval, Kamran Matin et Mylène Sauloy, Hemeria, Paris, 2021.